# Fedir Krychevsky
Fedir Krychevsky (em ucraniano:  Федір Кричевський; 22 de maio [Calend. juliano: 10 de maio] 1879 em Lebedyn, no governadorado de Kharkov do Império Russo – 30 de julho de 1947 em Irpin, no Oblast de Kiev, na RSS ucraniana, União Soviética) foi um influente pintor modernista ucraniano. Ele era irmão do designer gráfico Vasyl Krychevsky.

## Obras
No total, produziu cerca de mil obras, entre composições narrativas, retratos, paisagens, desenhos. Os seus primeiros trabalhos continuam a ser a parte mais valiosa e apreciada dpa sua obra. Foi formada sob a influência de Gustav Klimt e Ferdinand Hodler e combinou princípios estéticos secessionistas com sensibilidades populares e de ícones. O desenho de Krychevsky é considerado igual ao de Adolph Menzel. O seu trabalho posterior, embora sólido em execução, sofreu com as restrições ideológicas do realismo socialista.
Por 30 anos, Krychevsky foi uma das principais figuras da arte ucraniana. Em 1911 e 1913 organizou as primeiras exposições de arte estritamente ucranianas. A partir de 1897, o seu trabalho foi exibido em mais de 34 mostras dentro e fora da Ucrânia. Ele também foi um professor de sucesso, cujos alunos incluíam muitos artistas ucranianos famosos.
O tríptico "Vida" de Krychevsky continua a ser um dos exemplos icónicos do modernismo ucraniano. A obra combina os elementos Art Nouveau e pinturas religiosas ucranianas. Cada pintura contém respectivamente temas eternos de vida - amor, realização e perda. O toque moderno de Krychevsky nas pinturas, como ritmo planar-linear e harmonia de cores, enriqueceu a interpretação clássica das pinturas.